# Eugene Jolas
Eugene Jolas (1894-1952) fue un escritor, traductor y crítico literario franco-estadounidense.
Nació en Union City (Nueva Jersey, EE. UU.), pero creció en Lorraine, Francia, a donde su familia regresó cuando él tenía dos años de edad. Vivió en ambos países, pero escribió sobre todo en inglés.
Junto con su mujer, Maria Jolas, y Elliot Paul, fundó en París, en 1927, la influyente revista literaria transition (en minúscula).
En París , Eugene Jolas conoció a James Joyce, y apoyó mucho su "obra en progreso" (que luego se titularía Finnegans Wake), obra que Jolas entendió representaba a la perfección las ideas contenidas en su manifiesto, publicado en 1927 en la citada revista transition. 
El manifiesto afirma, entre otras cosas: «la revolución en la lengua inglesa es un hecho consumado», «el tiempo es una tiranía a abolir», «el escritor expresa, no comunica» y «lo obvio está condenado».

## Obras
- Secession in Astropolis (1929)
- I Have Seen Monsters and Angels
- Man from Babel (Yale University Press,1998)
- Ensayo sobre James Joyce en la compilación Our Exagmination Round His Factification for Incamination of Work in Progress (1929), que incluye aportaciones de Robert McAlmon, William Carlos Williams y Samuel Beckett.